# Armand-Léon Müller
Armand-Léon Müller  (* 13. Mai 1901; † 28. August 1973) war ein französischer Kanoniker und Romanist.

## Leben und Werk
Müller habilitierte sich 1946 an der Sorbonne bei Pierre Moreau mit den beiden Thèses La poésie religieuse catholique de Marot à Malherbe (Paris, R. Foulon, 1950), sowie Un poète religieux du XVIe siècle. Jean-Baptiste Chassignet (Paris, Foulon, 1951) und wurde Professor am Institut Catholique de Paris.

## Werke
- (Hrsg.) Jean-Baptiste Chassignet, Le mespris de la vie et Consolation contre la mort, Genf, Droz, 1953 (Auswahl von 200 Sonetten aus 434).
- Enseignement littéraire et enseignement chrétien. La Renaissance et l'humanisme. Grandeurs et limites du classicisme. Voltaire et Rousseau. Le Maître chrétien devant les auteurs non chrétiens, Paris, Centre d'études pédagogiques, 1958, 1960.
- (mit Raoul Morçay) Histoire de la littérature française, hrsg. von Jean Calvet, 2. La Renaissance. Neuauflage, Paris, Del Duca, 1960, 1967 (Morçay war der Autor der 1. Auflage von 1933).
- Le Chrétien devant les droits et les prétentions de l'État, Paris, Foulon, 1961.
- Une mystique dominicaine du XVIIe siècle. La Vénérable Mère Agnès de Langeac, Clermont-Ferrand, Monastère Sainte-Catherine de Langeac, 1963.
- Montaigne, Paris, Desclée de Brouwer, 1965.
- Au delà de nos espérances. Au service des humbles et des malades. Histoire d'une Congrégation bretonne. Les Soeurs du Sacré-Coeur de Jésus de Saint-Jacut-les-Pins. (Morbihan), Paris, R. Foulon, 1966  (Vorwort von Pierre Boussard, Bischof von Vannes).
- Les Passions humaines dans le roman contemporain, Paris, Procure de l'Assomption, 1967.
- De Rabelais à Paul Valéry. Les grands écrivains devant le christianisme, Paris, 1969 (Vorwort von Pierre Moreau).
- A la croisée des chemins, peut-on rencontrer Dieu ?  Essai sur l'agnosticisme, Paris, Foulon, 1971.